# Escola d'Arts i Oficis de Mataró
L'Escola d'Arts i Oficis de Mataró va ser un centre educatiu mataroní orientat a la formació pràctica d'oficis i tècniques artístiques. Va ser inaugurada l'any 1886 i va restar en funcionament fins a l'any 1960, any en què els seus estudis van traslladar-se a l'actual Institut Miquel Biada.
En els seus inicis, l'Escola d'Arts i Oficis va estar ubicada al local de l'ateneu del carrer Nou tot i que a principis de 1891 va passar a ocupar el local de l'antiga Fleca del Carreró, un edifici que consistia en tres cases de cós i que fins a l'any 1886 ja havia tingut funcions educatives com a seu de l'Escola Municipal de Música i l'Escola Municipal de Dibuix. Aquest edifici havia estat reformat entre els anys 1889 i 1894 per adaptar-lo a les seves funcions formatives. Aquestes obres de remodelació van ser dirigides per Emili Cabanyes primer, i després per Josep Puig i Cadafalch. A part de les instal·lacions educatives, la nova seu contenia una biblioteca i el museu municipal.
L'edifici que havia de ser la seu de l'Escola d'Arts i Oficis va haver de ser remodelada. Els treballs van ser dissenyats pel llavors arquitecte municipal Emili Cabanyes, van ser presentats l'any 1887 i suposaven la reedificació de les tres cases de La Fleca convertint-les en un sol edifici. Tot i aquesta unificació, el projecte arquitectònic respectava una diferenciació de tres cossos. A més, el nou edifici s'adaptava a la planimetria que s'estava projectant per a la ciutat.